# Carlos Cardoen Decoene
Carlos Alberto Emilio Cardoen Decoene (Santiago, 24 de diciembre de 1914-Palmilla, 2 de julio de 2002), fue un político, empresario y agricultor chileno. 

## Primeros años de vida
Nació en calle Blanco Encalada 1651, en Santiago. En 1936 se asentó en Santa Cruz, procedente de Viña del Mar, ciudad donde su padre trabajaba como ingeniero civil belga que llegó a Chile a trabajar en el ferrocarril y terminó quedándose porque se enamoró de los parajes del sur, y de Margarita Filomena Victoria Decoene, ambos belgas.

### Matrimonio e hijos
Se casó con la santacruzana Ema Cornejo Loyola (fallecida en 1987), con quien tuvo dos hijos, Carlos, conocido empresario, y Aquiles.

## Vida pública
Fue empresario y agricultor, fundador del Criadero La Aguada.
Cardoen ejerció como gobernador del departamento de Santa Cruz durante el gobierno de Jorge Alessandri y como alcalde de Santa Cruz.
También incursionó en la poesía, publicando dos libros, Poemas de Santa Cruz (1984, reeditado en 1987) y El juicio de los pájaros (1985).